# Rocaille

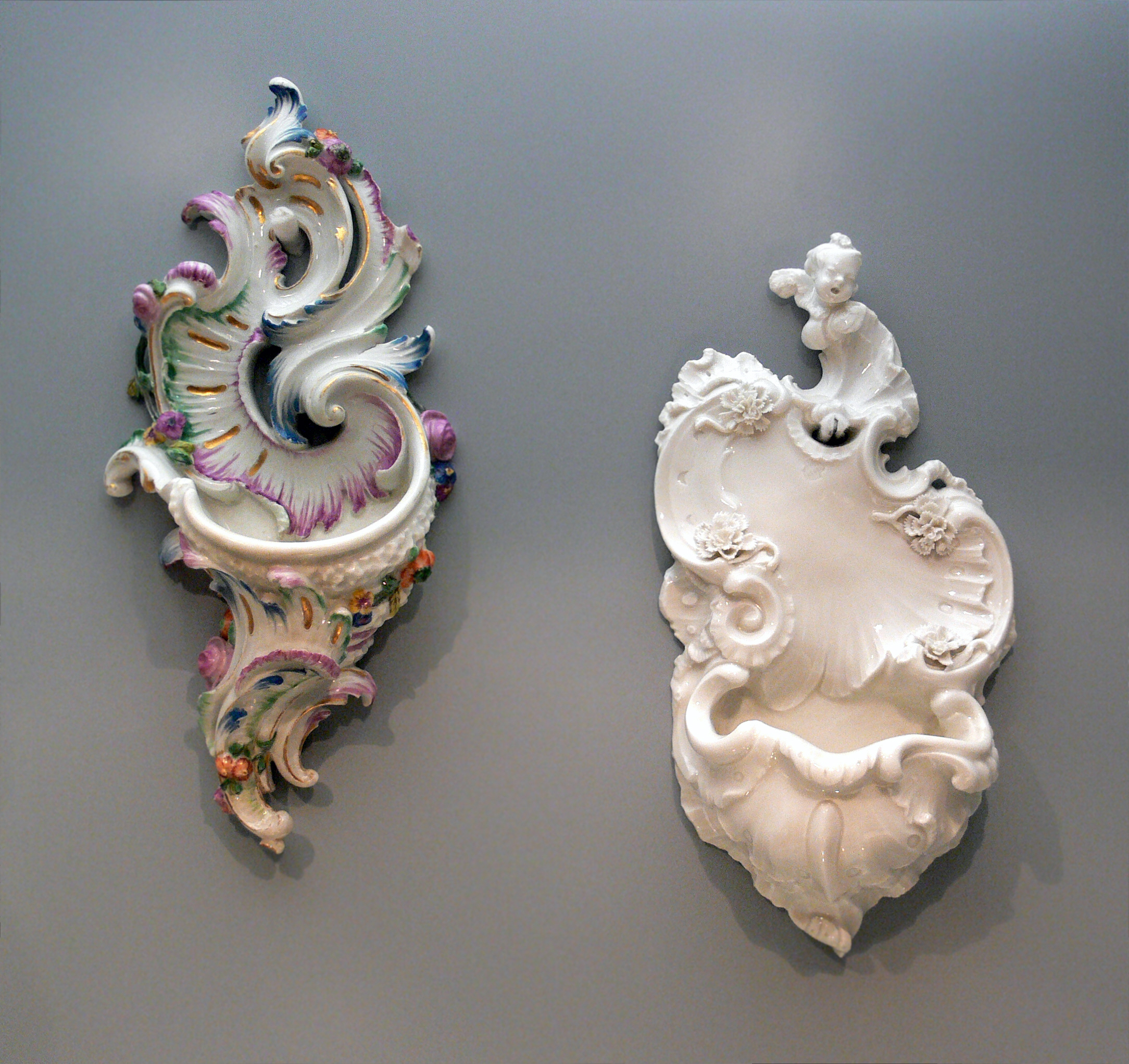
A kagyló motívum porcelán tálakon (Nymphenburg, 1760)

A rocaille szó franciául kagylót jelent; magyarul kagylódísznek mondjuk. Szűkebb értelemben épületek, tárgyak díszítésére használt, kagylóra emlékeztető dekoráció. Tágabb értelemben így hívják a különféle, XV. Lajos idejében divatossá vált, kagylós, cikornyás, ötletszerű, jellemzően aszimmetrikus, homorú felületű díszítményeket.
Egyesek ebből származtatják az ezt a motívumot tömegesen alkalmazó rokokó művészeti stílus nevét.
A kertépítészetben a stilizált kőporból és kagylókból összehordott, nyugtalan vonalú kerti- és kútdíszeket, imitált sziklákat, barlangokat és óriási kagylókat nevezik így. Ezeket a késői barokk és rokokó művészete főleg Olasz- és Franciaországban használta nagy előszeretettel.
A porcelánfestészetben a hat rész míniumból és két rész kvarcból álló ömlesztő anyagot nevezik Rocaille-ömlesztéknek. 